# Trashigang (plaats)

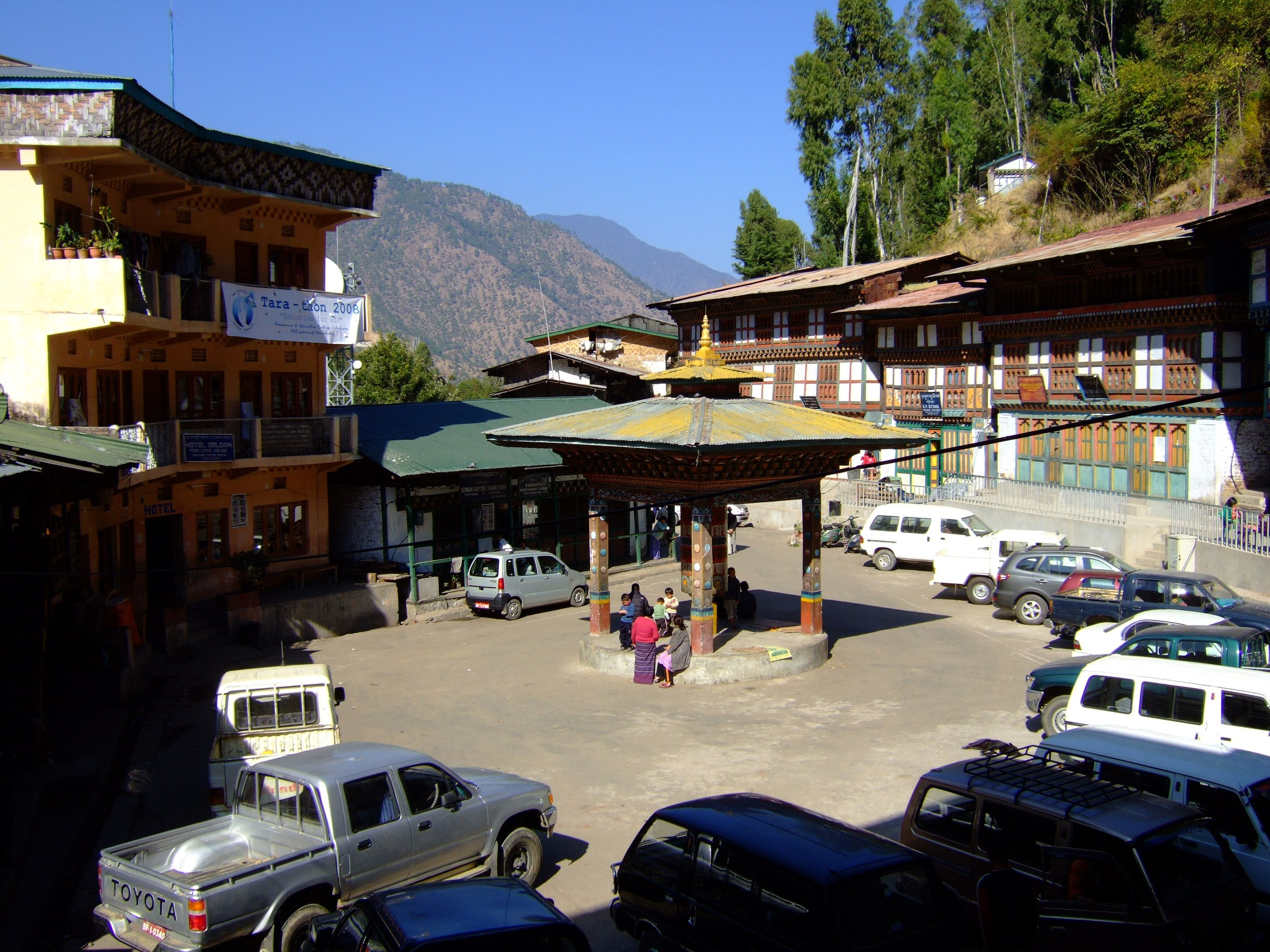
Centrum

Trashigang (བཀྲ་ཤིས་སྒང་།), of Tashigang, is een stad in het oosten van Bhutan. Het is de hoofdstad van het district Trashigang.
De stad ligt aan de oostkant van de rivier Drangme Chhu net ten zuiden van de samenvloeiing met de Gamri. Trashigang is het oostelijke eindpunt van de laterale weg, de belangrijke oost-west hoofdweg die naar Phuntsholing in het zuidwesten verloopt.
In het jaar 2005 bedroeg het aantal inwoners ongeveer 2400 personen.
De dzong bij Thrashigang werd omstreeks 1659 gebouwd door Trongsa Penlop Minjur Tenpa en diende eeuwenlang als bestuurlijk centrum en als klooster. De meeste overheidskantoren waren per 2011 verplaatst naar elders. Trashigang Dzong werd sinds 2007 gerenoveerd, maar was in oktober 2011 op de rand van instorten. De verzakkende fundering aan de oostzijde, en afbrokkelende muren maakten ofwel een verplaatsing, ofwel een afbraak en herbouw nodig. De dzong werd in 2012 echter nog gebruikt voor het jaarlijkse religieuze tsechu-festival.
Trashigang is het grootste district van Bhutan. Er zijn drie subdistricten en 15 gewogs. Sherubtse College was het eerste geaccrediteerde college in Bhutan. Het werd in 1966 opgericht door een groep jezuïeten onder leiding van William Mackey. In 2003 werd het onderdeel van de nieuw gevormde Koninklijke Universiteit van Bhutan.
Trashigang maakt gebruik van de Yongphulla Airport. 

## Afbeeldingen

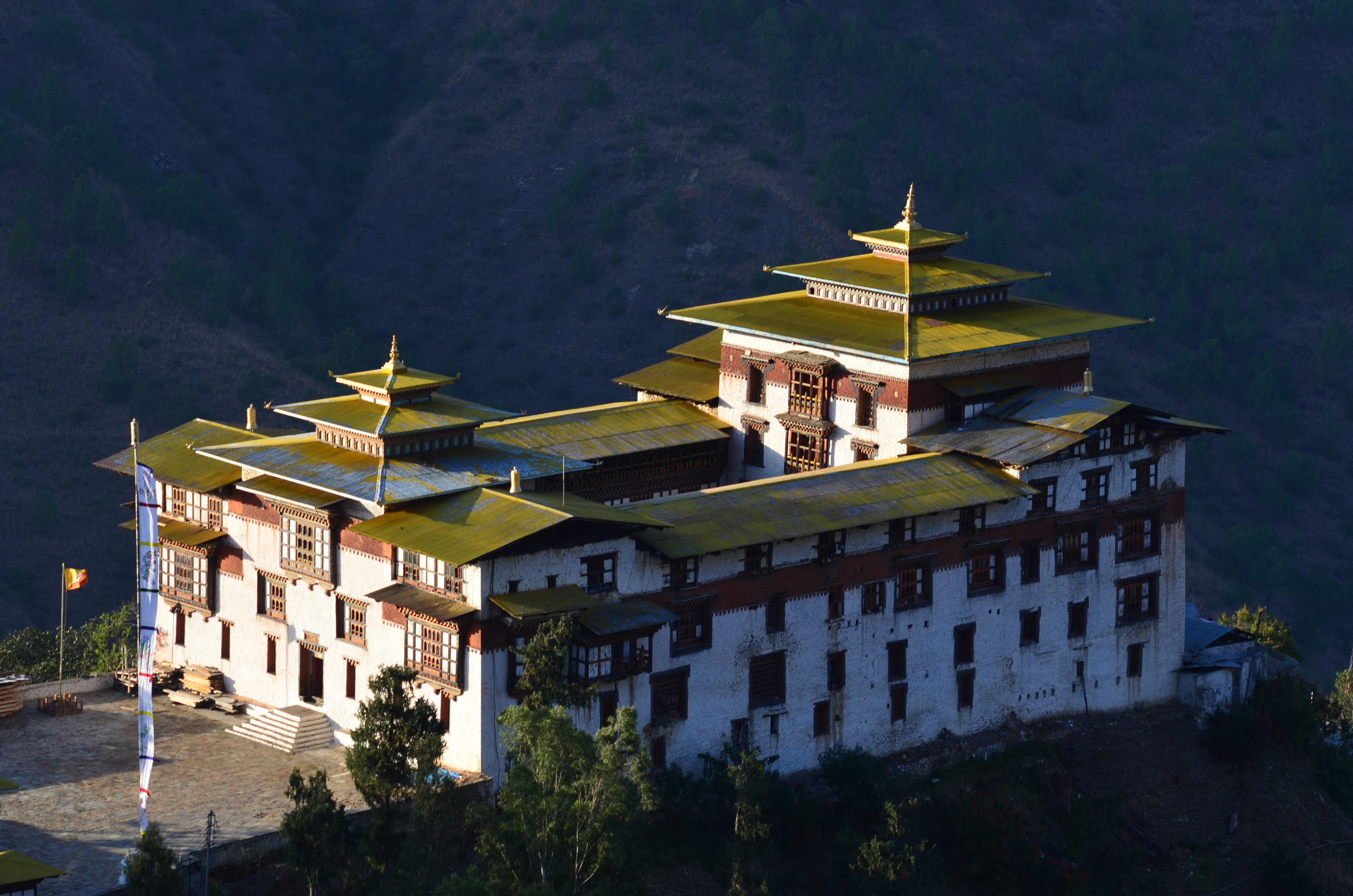
Trashigang Dzong (2011)
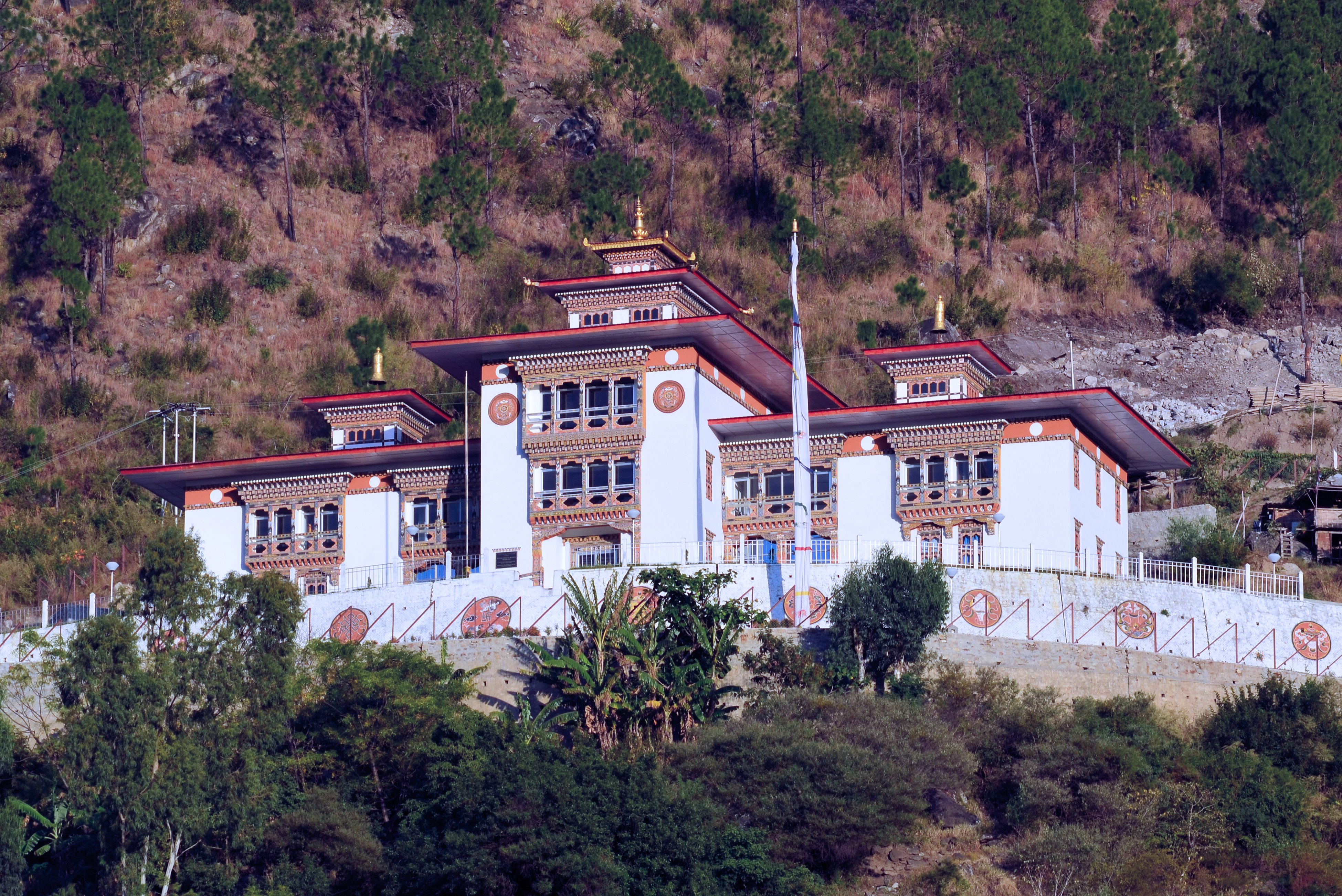
Bestuurscentrum van het district, Tashigang, Bhutan
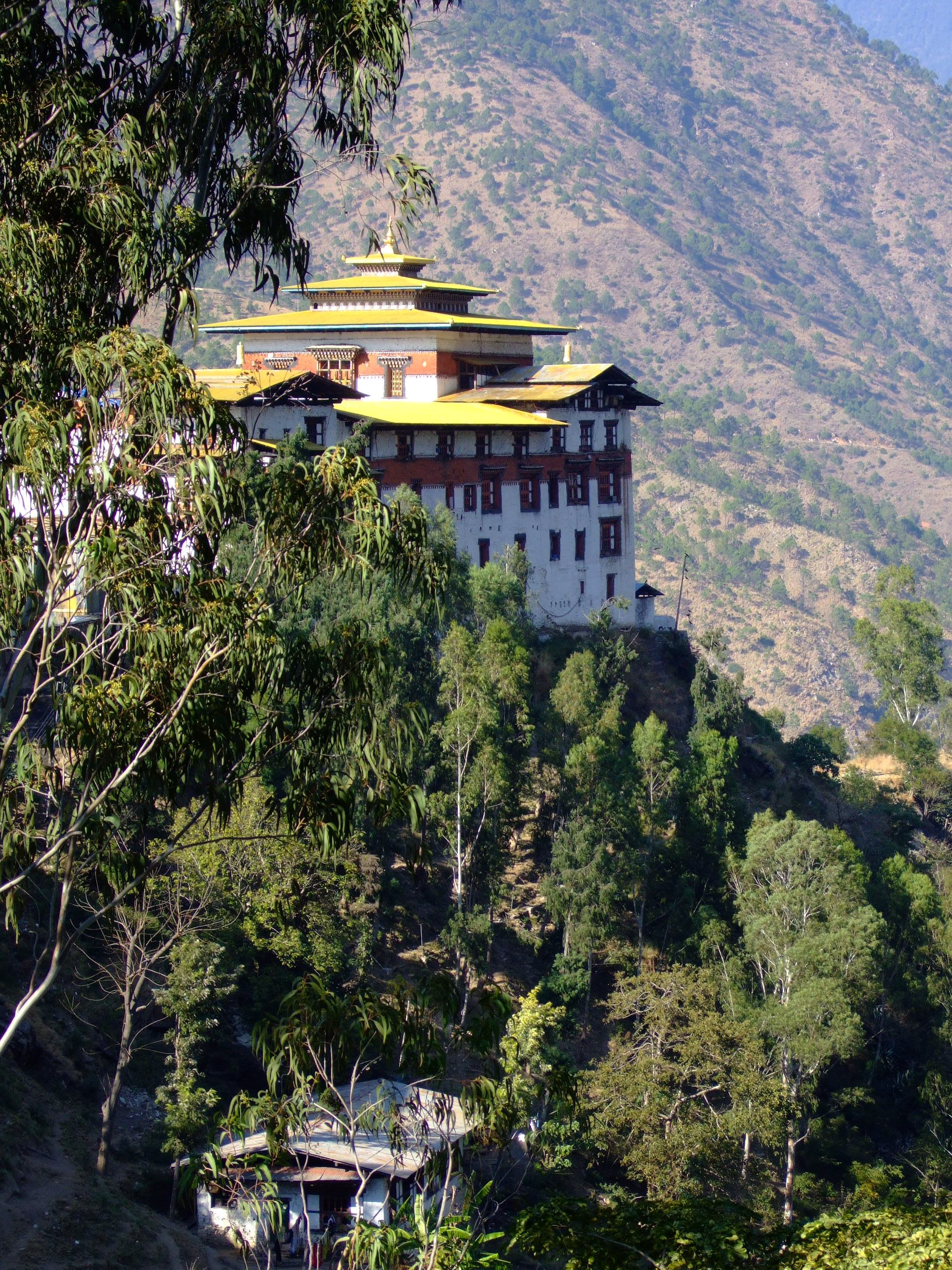
Trashigang Dzong (2008)
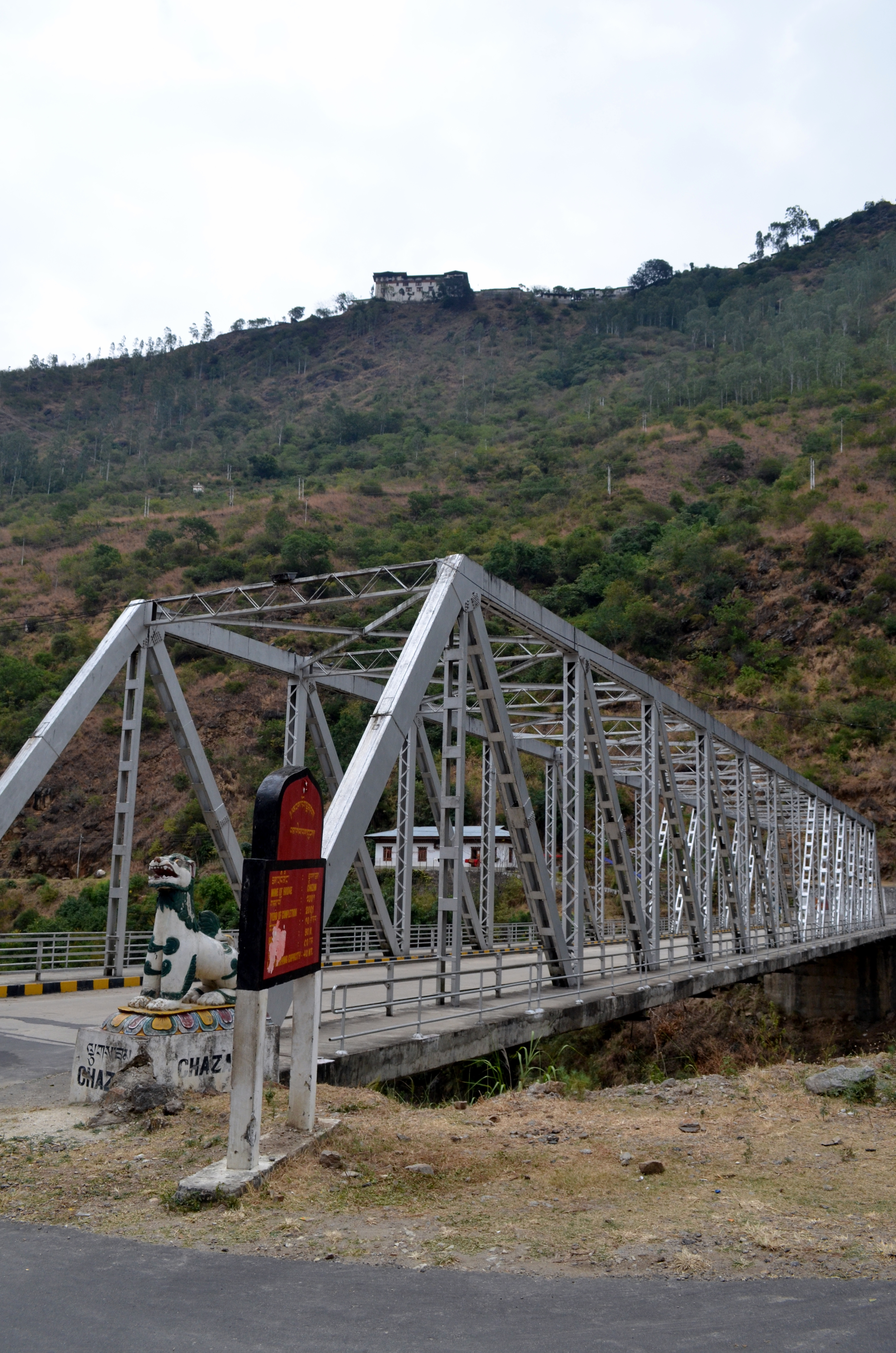
Chazam-brug